# Кривуля Геннадій Федорович
Генна́дій Фе́дорович Криву́ля — доктор технічних наук, професор кафедри автоматизації проектування обчислювальної техніки (АПОТ) Харківського національного університету радіоелектроніки (ХНУРЕ).

## Життєпис

### Освіта
Закінчив Національний технічний університет «Харківський політехнічний інститут» в 1964 році за спеціальністю математичні лічильно-вирішувальні прилади та пристрої, здобув кваліфікацію інженера-електрика.
Працював інженером та керівником групи Спеціального конструкторського бюро систем автоматичного управління, м. Харків.
З 1967 р. — аспірант, а далі — викладач кафедри електронних обчислювальних машин Харківського інституту радіоелектроніки (на цей час Харківський національний університет радіоелектроніки).
У 1971 р. захистив дисертацію на здобуття ступеня кандидата технічних наук.
1989 р. — здобув ступінь доктора технічних наук за спеціальністю технічна кібернетика.
1991 р. здобув вчене звання професора.
З 1987 р. по 2012 р. обіймав посаду завідувача кафедри обчислювальної техніки (з 1991 р. — кафедра автоматизації проектування обчислювальної техніки).

### Навчальна робота
З 1995 р. по 2003 р. перебував на посаді декана факультету Комп'ютерної інженерії та управління. За період роботи деканом на факультеті відкрито сім спеціальностей в галузі нових інформаційних технологій за напрямами:
- Комп'ютерна інженерія.
- Комп'ютеризовані системи управління.
- Інформаційна безпека.

Протягом останніх більш ніж десяти років є членом Президії науково-методичної комісії Міністерства освіти і науки України з комп'ютерної інженерії, брав участь у розробці основних нормативних документів двохступеневої освіти в Україні — стандартів бакалаврів, спеціалістів, магістрів з комп'ютерної інженерії.

### Наукова робота
Проф. Кривуля Г. Ф. — засновник наукової школи з технічної діагностики та автоматизованого проектування засобів комп'ютерної інженерії, під його керівництвом підготовлено 22 кандидатів та 4 доктора технічних наук. На цей час є науковим керівником кількох науково-дослідницьких державних програм.

### Громадська і міжнародна діяльність
Обраний дійсним членом міжнародної Академії прикладної радіоелектроніки (Росія, Україна, Білорусь).
Член редколегії чотирьох всеукраїнських науково-технічних журналів (Харків, Запоріжжя, Тернопіль).
Є членом двох спеціалізованих рад по захисту дисертацій на здобуття вченого ступеня доктора наук в галузі інформатики.
З 1996 р. по 2000 р.— член експертної ради ВАК України з інформатики.

## Публікації та патенти
Автор більш ніж 204 наукових робіт, з них 11 монографій і навчальних посібників, 22 авторських свідоцтв на винаходи.

## Відзнаки та нагороди
- «Відмінник освіти України» (2000)[3];
- Почесна грамота Верховної Ради України;
- неодноразово нагороджувався Почесними грамотами Міністерства освіти і науки України.